# Архітектурні шаблони програмного забезпечення
Архітекту́рні шабло́ни програ́много забезпе́чення (англ. Software architectural patterns) — це шаблони програмного забезпечення, що являють собою звіт «належних практик» (англ. good practices) вирішення архітектурних проблем розробки програмного забезпечення. Архітектурні шаблони виражають фундаментальну схему структурної організації певної програмної системи. Така схема складається із визначених наперед підсистем, а також точно визначає їхні сфери відповідальності та взаємовідносини.

## Порівняння із шаблонами проектування
На відміну від шаблонів проектування, архітектурні шаблони мають ширший масштаб. Основними елементами структури архітектурних шаблонів є не класи й об'єкти, а умовні частини (підсистеми) програмної системи.

## Приклади архітектурних шаблонів
- Модель-вид-контролер
- Представлення-абстракція-управління
- Клієнт-серверна архітектура
- Три-ярусна архітектура
- Сервісно-орієнтована архітектура
- Мікросервіси